# Henrik Kauffmann
Henrik Kauffmann, född 26 augusti 1888, död. 5 juni 1963, var Danmarks ambassadör i Washington, USA år 1941, då han, efter Tysklands erövring av Danmark den 9 april 1940, skrev han självsvåldigt "på kungens vägnar", med stöd av Danmarks representant på Grönland och danska konsuler i USA, under ett avtal med USA om försvaret av Grönland. Avtalet gav USA rätt att bygga militära anläggningar i den dåvarande danska kolonin. Den danska regeringen, som var tyskkontrollerad, protesterade mot avtalet, avskedade Kauffmann och åtalade honom för landsförräderi. Det blev en formell skillnad mot Färöarna där inget sådant avtal skrevs utan Storbritannien rakt av ockuperade de öarna.
Henrik Kauffmann blev benådad kort efter befrielsen av Danmark i maj 1945, och han var minister under delar av 1945. Han fortsatte vara diplomat.
Danmark planerade förbli neutralt efter kriget, såsom man var före det. USA ville gärna både ha med Danmark i NATO, och behålla baserna på Grönland. Kauffmann var en av de mest inflytelserika personerna som fick Danmark att gå med i NATO 1948. Danmark godkände i efterhand också avtalet med USA om Grönland som Kauffmann undertecknade.